# Recopa Sudamericana 1991
La Recopa Sudamericana 1991 avrebbe dovuto essere la terza edizione della Recopa Sudamericana. Dato che l'Olimpia fu il vincitore sia della Coppa Libertadores 1990 che della Supercoppa Sudamericana 1990, l'incontro non fu disputato e il trofeo venne assegnato alla formazione paraguaiana di diritto.